# Indiespel
Oberoende datorspel eller indiespel är datorspel eller tv-spel tillverkad av enskilda eller en liten grupp utan någon stor speltillverkare bakom sig. Dessa individer sköter finansieringen, utvecklingen av spelen och marknadsföringen själva. Indiespel är ofta koncentrerad på att göra nytt inom datorspel och är beroende av digital distribution exempelvis via tjänster som Steam. Under senare delen av 2000-talet har indiespelen blivit allt fler.
Exempel på indiespel som blivit ekonomiskt framgångsrika är Braid, World of Goo, Minecraft, Undertale, Papers, Please och Terraria.